# Tonårsmode under 1950-talet i Sverige
Tonårsmode under 1950-talet i Sverige präglades av att tiden efter andra världskriget var optimistisk och det skedde en stor förändring i samhället där film och TV gjorde att trender spreds fort. De svenska tonåringar som var en ny generation, började ta plats. Tonåringarna blev modeintresserade och olika modeideal som raggare, dixies, knuttar och filmstjärnor skapades. Detta kunde man bland annat se i tidningarna där det fanns tonårsmodeller och i TV. Svenskar fick under 1950-talet det mycket bättre ekonomiskt. Många kvinnor sydde sina kläder hemma, samtidigt som konfektionsindustrin växte och man började köpa färdigproducerade kläder. Det blev ett lyckligt 1950-tal.

## Jeans
Under 1950-talet förändrade de två filmstjärnorna Marlon Brando och James Dean normerna om det perfekta samhället i filmerna Vild ungdom och Ung rebell. Filmstjärnorna klädde sig i jeans, och deras stil omvandlades till ungdomsrevoltens uniform. I Amerika blev jeansen redan från 1930-talet ett vanligt klädesplagg, som nästan varje person hade i sin garderob. Det var först efter andra världskriget som de amerikanska jeansen kom till Sverige och gjorde succé. Under 1950-talet sattes importrestriktioner stopp för import av jeans från Amerika till marknaden i Sverige. Detta gav positiva resultat för svenska märken, bland annat Algots som blev ett mycket populärt märke.⁰

### Lee & Levi's
Under 1960-talet tog än en gång amerikanarna den ledande ställningen på klädmarknaden med de två märkena Lee jeans och Levi's.

## Modeidealen

### Raggare

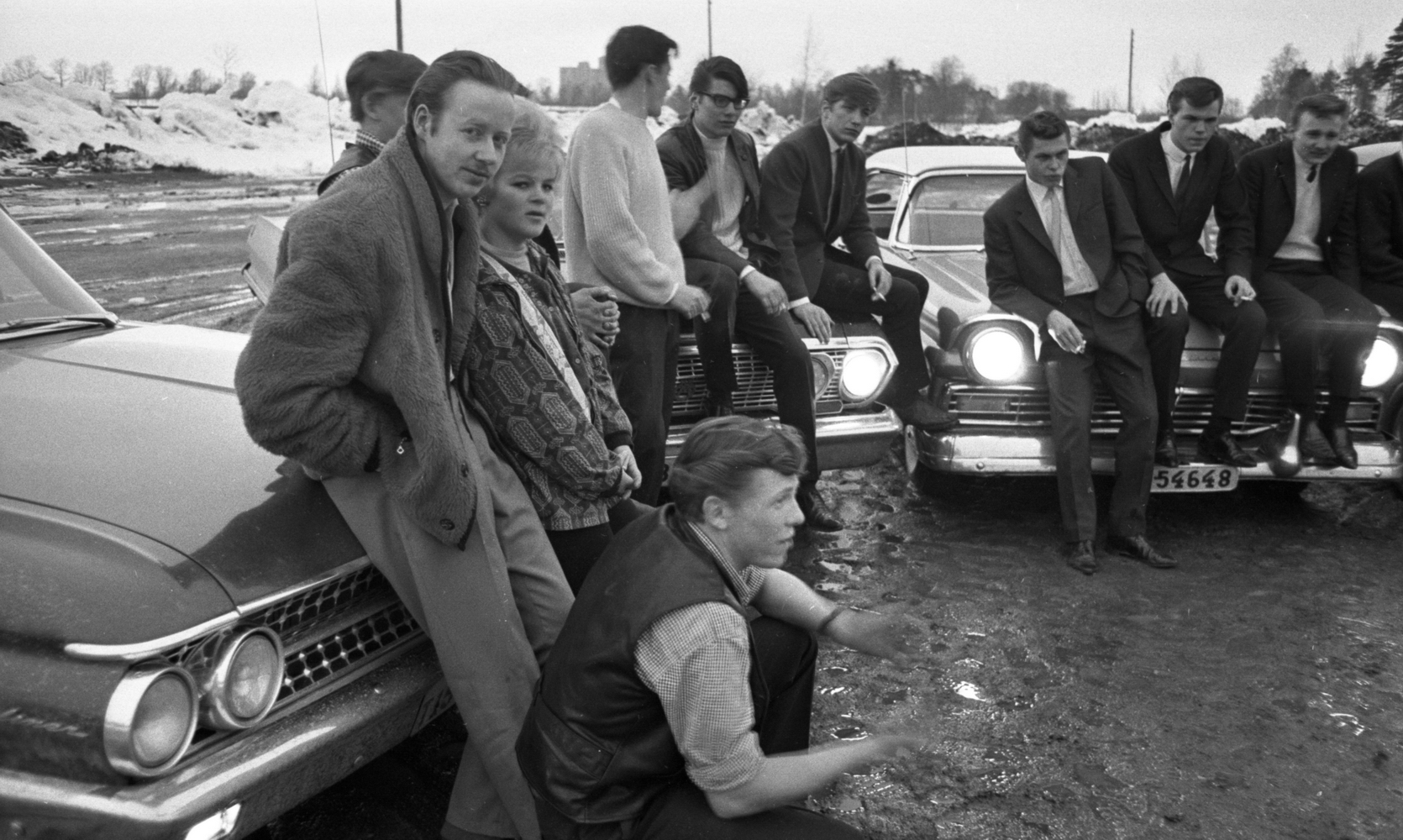
Raggare med bilar 1966

År 1913 grundades märket Schott i New York av bröderna Irvin och Jack Schott. De två bröderna startade sin produktion genom att sy skinnjackor i sitt hem på Manhattan. Bikerinspirerade skinnjackor med dragkedjor på diagonalen, spänntampar och schyssta fickor. Schott var en av de första företagen som hade dragkedjor på sina jackor. Företaget hade en stark framgång med sina jackor som användes av raggare. Jackan “the perfecto” från Schott. Under 1950-talet ville inte ungdomarna se ut som de borgerliga idealen. De ville se ut som James Dean and Marlon Brando som var väldigt inflytelserika bland ungdomar med sina skinnjackor från Schott. Ungdomarna ville skrämma sina föräldrar med rock’n’rollen och leva lite farligt.
En raggartjej i Sverige klädde sig gärna i ett par tajta capribyxor, en armlös jumper och en scarf.Ungdomarna ville skapa en egen identitet med egen musik, beroende på vilken musik man gillade visade man det i valet av kläder. Tommy Steele och Elvis Presley var två mycket kända personer under 1950-talet som man kunde förknippa sin stil med. Tjejer som inspirerades av Tommy Steele klädde sig i snäva pepitarutiga byxor, Dixidufflar och jumpset. Tjejer som såg upp till Elvis Presley bar tajta jeans och med tajta jumpers. De ansågs som tuffa raggarbrudar med tuperat hår, rökte cigaretter och tuggade tuggummi.
Killarna inspirerades mycket av James Dean. De körde runt och raggade på tjejerna i sina amerikanska bilar. Typiska raggarstilen för killarna var att klä sig i jeans, ett par läderboots som hade spännen på sidan av skon, en varsity jacka (som är en basebolljacka) och de som hade råd bar en tuff läderjacka. En populär frisyr var att använda sig av brylkräm för att kunna kamma upp luggen/håret så att den skulle hålla sig på plats oavsett i vilken hastighet de körde med sina bilar. Killar som hade svart tjockt hår kammat ända bak till nacken ansågs som otroligt tuffa.

### Dixie
Ett ytterligare modeideal är dixies, som tonåringarna skapade och kallade sig för under 1950-talet. Dixiestilen var en sorts unisexmode, den byggde alltså på att både flickorna och killarna skulle ha likadana kläder och frisyrer. De klädde sig i duffel.  De klädde sig även i tjocktröja, halsduk och flanellbyxor gjorda av ylle. “Islandströjan” är en ylletröja som traditionellt stickas av den isländska ullen och har ett antal mönster som upprepas. Ylletröjan var ett klädesplagg som blev mycket populärt på grund av att den satte stilen på dixies. Frisyren som alla dixies hade var nedkammat hår. Det som kunde skilja sig mellan flickorna och pojkarna var att flickorna emellanåt kunde bära rutig kjol istället för långbyxor.

### Knuttar
Knutte är en förkortning för skinnknutte. Knuttarna var en ungdomsgruppering som bildades med inspiration från filmen Vild ungdom och dess huvudkaraktärs skådespelare Marlon Brando. Namnet skinnknuttar avspeglar sig i deras stil då de bar svarta jeans, t-shirt med upprullade ärmar, ett cigarettpaket och en läderjacka. Knuttarna skulle anses som farliga och coola, då de med sina skinnkläder åkte runt med sina motorcyklar. Deras frisyrer var inspirerade av bland annat Elvis Presley, vilket innebar uppkammad lugg med hjälp av brylkräm, en sorts hårgel. Tjejerna hade frisyrer med hög volym.

### Filmstjärnor
Under 1950-talet kunde tonåringarna se vad som var de nyaste trenderna enligt sina Hollywood-idoler. Det fanns bland annat två stycken olika formideal som man kunde följa, det ena idealet var att man kunde vara kurvig och sexig som Marilyn Monroe och Brigitte Bardot och det andra idealet var att man skulle vara slank med smal midja som Audrey Hepburn.